# Bitka kod Tannenberga (1914.)
Bitka kod Tannenberga 1914. godine bila je odlučujući sukob između Ruskog i Njemačkog carstva u prvim danima Prvog svjetskog rata. Sukobile su se ruska 1. i 2. armija te njemačka 8. armija, između 17. kolovoza i 2. rujna 1914. godine.
Ruska vojska je koristila radio da bi prenosila plan napada, ne koristeći šifriranje. Rusi su bili uvjereni da Nijemci neće imati mogućnosti korištenja prevoditelja s ruskog, što se pokazalo netočnim. Nijemci su tako bili potpuno upućeni u ruske planove i buduće poteze.
Ruske vojske su prešle u istočnu Prusku s ciljem zauzimanja Königsberga. Bitka se u početku odvijala dobro za Ruse, koji su se probijali na zapad do njemačkog protunapada 20. kolovoza, koji je odbijen. Njemački general Maximilian von Prittwitz smijenjen je kada je pokušao potpuno napustiti istočnu Prusku. Zbog propasti Schlieffenovog plana na zapadu, njemačko zapovjedništvo se našlo u panici. Dok su pristizala pojačanja sa zapada, zapovjednik njemačke 8. armije, Max Hoffmann, pregrupirao je njemačke snage, ostavivši male snage pred ruskom 1. armijom koja je stizala s istoka a napravivši zamku za rusku 2. armiju koja je napredovala s juga.
Njemački zapovjednik Hermann von François presjekao je izdužene linije opskrbljivanja 2. armije, što je dovelo do masovnih predaja i gotovo potpunog uništenja 2. armije kod mjesta Frogenau. Načelnik stožera novog zapovjednika fronta, von Hindenburga, Erich Ludendorff, poslao je brzojav o pobjedi iz obližnjeg sela Tannenberga i bitka je po njemu nazvana po izričitom zahtjevu Hindenburga. Hoffmann je vjerovao da Hindenburg nije imao nikakvog sudjelovanja u bici, i posjetiteljima na frontu je prilikom pokazivanja Hindenburgovog stožera govorio da je to mjesto gdje je feldmaršal spavao prije, poslije i u toku bitke. Hindenburg je inzistirao na ovakvom nazivu bitke jer je na tom mjestu bila i bitka kod Grunwalda 1410. godine gdje su slavenske snage (poljsko-litvanske države) pobijedile Teutonske viteze. Zanimljivo, i jedan Hindenburgov predak poginuo je u toj bici.
Radije nego da javi poraz Caru, Samsonov je izvršio samoubojstvo pištoljem 29. kolovoza. Naći će ga njemačka ophodnja sljedećega dana. Zapovjednik 1. armije von Rennenkampf bio je prinuđen da se povuče iz Pruske, i tako su ruske snage napustile Njemačku.
Ova bitka je središnji motiv romana Kolovoz 1914. Aleksandra Solženjicina.

## Vanjske poveznice
- (engl.) First World War: The Battle of Tannenberg, 1914

Sestrinski projekti
|  | Zajednički poslužitelj ima još gradiva o temi Bitka kod Tannenberga (1914.) |